# Pale Blue Eyes
„Pale Blue Eyes“ je čtvrtá skladba z třetího studiového alba newyorské rockové skupiny The Velvet Underground The Velvet Underground z roku 1969. Skladbu napsal frontman skupiny Lou Reed. Mimo původního alba se skladba objevila také na albech: Live at Max's Kansas City (1972), 1969: The Velvet Underground Live (1974), Live MCMXCIII (1993) a The Best of Lou Reed & The Velvet Underground (1995). Skladba byla také na sólových kompilačních a koncertních albech Lou Reeda: Live: Take No Prisoners (1978), Rock and Roll Diary: 1967–1980 (1980), NYC Man (The Ultimate Collection 1967–2003) (2003) a NYC Man: Greatest Hits (2004) nebo také na albech jiných interpretů: Dead Letter Office (R.E.M., 1987), Heaven & Hell - A Tribute to The Velvet Underground (Různí interpreti, tato skladba The Mock Turtles), Trouble Every Day (The Plastic People of the Universe, nahráno 1971, vydáno 2002), Le Bataclan '72 (Lou Reed, John Cale, Nico, nahráno 1972, vydáno 2004)